# Manga pubblicati su Monthly Shōnen Rival
Di seguito sono elencate tutte le serie apparse nella rivista Monthly Shōnen Rival di Kōdansha. La lista mostra il titolo dell'opera, la prima e l'ultima uscita ed il mangaka che l'ha creata.

## Anni 2000
| Titolo                                                                       | Prima uscita | Ultima uscita | Mangaka                             |
| ---------------------------------------------------------------------------- | ------------ | ------------- | ----------------------------------- |
| Aoisama ga Ikasete Ageru (葵さまがイかせてアゲル♥?)                          | #05, 2008    | #09, 2009     | Kiki Suihei                         |
| Blazer Drive (ブレイザードライブ?)                                           | #05, 2008    | #02, 2011     | Seishi Kishimoto                    |
| Edogawa George (江戸川ジョージ?)                                             | #05, 2008    | #04, 2009     | Yuuichirou Omae                     |
| Enma (エンマ?)                                                               | #05, 2008    | #12, 2010     | Kei Tsuchiya, Saki Nonoyama         |
| Gyaruo Otoko the Bakutan! (ギャル男 THE 爆誕!?)                              | #05, 2008    | #01, 2010     | Ten Nakamura                        |
| Holy Talker (ホーリートーカー?)                                              | #05, 2008    | in corso      | Rando Ayamine                       |
| Honto ni Atta! Reibai-Sensei (ほんとにあった!霊媒先生?)                      | #05, 2008    | in corso      | Hidekichi Matsumoto                 |
| Imasugu Click! (いますぐクリック!?)                                          | #05, 2008    | in corso      | Takeru Nagayoshi                    |
| Kikai Shounen Megaboy - Mechaboy the Mechaboy (機械少年メカボーイ?)          | #05, 2008    | #03, 2009     | Nobuhiro Kawanishi                  |
| Kitsune no Yomeiri (きつねのよめいり?)                                       | #05, 2008    | #08, 2011     | Satoshi Takagi                      |
| Kolisch, lo scienziato oscuro (絶対博士コーリッシュ?, Zettai hakase kolisch) | #05, 2008    | #01, 2011     | Yuki Kobayashi                      |
| Kuroobi! Hayata (クロオビ!隼太?)                                             | #05, 2008    | #03, 2011     | Kazuya Sakuta                       |
| Meitantei Pashiri-kun! (名探偵パシリくん!?)                                  | #05, 2008    | #05, 2009     | Wain Hinamatsuri, Tamako Umi        |
| Monster Hunter Orage (モンスターハンター オラージュ?)                        | #05, 2008    | #06, 2009     | Capcom, Hiro Mashima                |
| Otouto Catcher Ore Pitcher de! (弟キャッチャー俺ピッチャーで!?)              | #05, 2008    | in corso      | Shinji Tonaka                       |
| Shinemaru-kun (シネマルくん?)                                                | #05, 2008    | #07, 2010     | Natsuki Matsuzawa                   |
| UnCassandra (アンカサンドラ?)                                                | #05, 2008    | #12, 2008     | Gorou Hifumishi, Gumi Amashi        |
| Mukougawa no Masaka (むこうがわのまさか?)                                    | #06, 2008    | #01, 2009     | Amadori                             |
| Vita da Cacciatori (真島組ハンター三國シンの狩人生活?)                       | #06, 2008    | #06, 2009     | Shin Mikuni                         |
| Lancelot Full Throttle (ランスロットフルスロットル?)                         | #07, 2008    | #03, 2009     | Dynamic Taro                        |
| Kimitaka no Ateru! - Kimitaka Breakthrough! (キミタカの当破!?)               | #08, 2008    | #04, 2009     | Tatsuya Kaneda                      |
| Out Code (アウトコード 超常犯罪特務捜査官?)                                  | #08, 2008    | #09, 2009     | Haruhiko Himenogi, Karin Suzuragi   |
| Magatsuhi.com (禍霊ドットコム?)                                              | #09, 2008    | #09, 2009     | Issei Mori, Soda Inui               |
| MAGiCO (MAGiCO?)                                                             | #09, 2008    | in corso      | Chikara Sakuma                      |
| The Idolm@ster Break! (アイドルマスターブレイク!?)                           | #10, 2008    | #11, 2010     | Namco Bandai Games, Takuya Fujima   |
| Buster Keel (BUSTER KEEL!?)                                                  | #11, 2008    | #08, 2012     | Kenshiro Sakamoto                   |
| Tsumuji VS (つむじVS.?)                                                      | #01, 2009    | #06, 2009     | Yoichi Tomoyasu                     |
| Akatsuki (AKATSUKI -朱憑-?)                                                  | #02, 2009    | #01, 2012     | Motoki Koide                        |
| Spray King (Spray King?)                                                     | #02, 2009    | #02, 2010     | Shin Mikuni                         |
| Shikabane 13 Gou (シカバネ13号?)                                             | #04, 2009    | #12, 2009     | Tamago Marui                        |
| Hoope! - Great Hope for Hoop! (HOOPE!?)                                      | #05, 2009    | #06, 2010     | Sawatake                            |
| FLAGS (FLAGS?)                                                               | #06, 2009    | #01, 2010     | Satoshi Ueda                        |
| Cloth Weaver (クロス・ウィーバー?)                                           | #09, 2009    | #11, 2009     | Masayuki Akai                       |
| Seito Kaichou Choke Teng (生徒会長ちょけTENG?)                               | #10, 2009    | #10, 2010     | Shouta Hamada                       |
| God Eater - Kyuuseishu no Kikan (GOD EATER -救世主の帰還-?)                  | #12, 2009    | #12, 2011     | Namco Bandai Games, Eiji Karasuyama |

## Anni 2010
| Titolo                                                                                             | Prima uscita | Ultima uscita | Mangaka                                      |
| -------------------------------------------------------------------------------------------------- | ------------ | ------------- | -------------------------------------------- |
| Ashita no Familia (あしたのファミリア?)                                                            | #01, 2010    | in corso      | Akihiko Higuchi                              |
| Ōkami kakushi (おおかみかくし 滅紫の章?)                                                           | #02, 2010    | #12, 2010     | Konami, Kuroko Yabuguchi                     |
| Omusubi Chomettsu! (お結び♥ちょめっつ!?)                                                           | #02, 2010    | #10, 2010     | Renji Hoshi                                  |
| Hell's Kitchen (ヘルズキッチン?)                                                                   | #03, 2010    | in corso      | Mitsuru Nishimura, Gumi Amashi               |
| Othello (OTHELLO 〜オセロ〜?)                                                                      | #04, 2010    | #11, 2010     | Youichi Tsukamoto                            |
| LovePlus: Manaka Days (ラブプラス Manaka Days?)                                                    | #05, 2010    | #03, 2011     | Konami, Mikami Akitsu                        |
| Shinji Okazaki Monogatari (岡崎慎司物語?)                                                          | #05, 2010    | #06, 2010     | Shin Kudou, Chikara Sakuma                   |
| Dragon Nest: Shungeki no Sedo (Dragon Nest -瞬撃のセド-?)                                          | #07, 2010    | #05, 2011     | Eyedentity, NHN Japan, Tatsubon              |
| Samurai Ragazzi - Sengoku Shounen Seihou Kenbunroku (サムライ・ラガッツィ -戦国少年西方見聞録-?)   | #08, 2010    | in corso      | Tatsuya Kaneda                               |
| Last Ranker - Be the Last One (LAST RANKER -Be The Last One-?)                                     | #10, 2010    | #11, 2011     | Capcom, Fuuki Shikiyagi, Satoshi Ueda        |
| Double Heroine (ダブルヒロイン?)                                                                   | #12, 2010    | #07, 2012     | Ouji Hiroi, Hiroyuki Tamakoshi               |
| Outlive (アウトライヴ?)                                                                            | #01, 2011    | #07, 2011     | Naotake Saitou                               |
| Bu-Road! (ぶろおど!?)                                                                              | #03, 2011    | #09, 2011     | Tomoe Kasahara                               |
| Genjuuza (幻獣坐?)                                                                                 | #04, 2011    | #08, 2012     | Gakuto Mikumo, Satoshi Shiki                 |
| Kami Voice (神☆ヴォイス?)                                                                          | #05, 2011    | #01, 2012     | Yoshiki Sakurai, Team G.V., Kuroko Yabuguchi |
| Tenshin - World War Angel (天審 〜WORLD WAR ANGEL〜?)                                              | #06, 2011    | #09, 2012     | Masaya Hokazono, Ran Kuze                    |
| Naze Toudouin Masaya 16-sai wa Kanojo ga Dekinai no ka? (なぜ東堂院聖也16歳は彼女が出来ないのか??) | #06, 2011    | #07, 2014     | Shuya Uchino, Kanta Mogi                     |
| Ace no Keifu (エースの系譜?)                                                                       | #07, 2011    | #08, 2012     | Natsumi Iwasaki, Aguri Kurita                |
| Doll's Folklore (ドールズ フォークロア?)                                                           | #09, 2011    | #10, 2012     | Tasuku Karasuma                              |
| Apocalypse no Toride (アポカリプスの砦?)                                                           | #10, 2011    | in corso      | Yuu Kuraishi, Kazu Inabe                     |
| Kanojo ga Flag o Oraretara (彼女がフラグをおられたら?)                                             | #12, 2011    | #04, 2014     | Touka Takei, Cuteg, Nagian                   |
| Crimson Wolf and the Sheep Trap (紅の狼と足枷の羊?, Kurenai no Ookami to Ashikase no Hitsuji)      | #01, 2012    | #03, 2013     | Seishi Kishimoto                             |
| BQ Cooking! (BQ cooking!?)                                                                         | #02, 2012    | #10, 2012     | Amagi Nakamura                               |
| Gekkan Maeda (月刊マエダ?)                                                                         | #02, 2012    | #01, 2013     | Hisashi Maeda                                |
| Donburi! (どん部り!?)                                                                              | #02, 2012    | #09, 2012     | Sukemitsu Hondou                             |
| Nottore Komatsu Ginza Shoutengai (のっとれ小松銀座商店街?)                                         | #02, 2012    | #01, 2013     | K Kumichou                                   |
| Maou Belphegor (魔王ベルフェゴール?)                                                               | #02, 2012    | in corso      | Ryouichi Yokokama                            |
| Mei no Meitantei (メイの名探偵?)                                                                   | #02, 2012    | #09, 2012     | Shin Matsu                                   |
| Momo Pro Z (ももプロZ?)                                                                            | #03, 2012    | in corso      | Tetsuya Kojou                                |
| Ryuu no Tsubasa ni Kimi o Nosete! (竜の翼に君をのせて!?)                                           | #04, 2012    | #03, 2013     | Kousuke Terada                               |
| Boukoku no Siegfried - Das Nibelungenlied (亡国のジークフリート?)                                  | #05, 2012    | in corso      | Yoshikazu Amane                              |
| Nidomi Note (二度見ノート?)                                                                        | #05, 2012    | #01, 2013     | Yasunori Ishihara                            |
| Edo Tenmaroku: Haru to Kami (江戸天魔録 春と神?)                                                   | #09, 2012    | in corso      | Yuki Kobayashi                               |
| Kaguya to Uchuu no Himitsu (かぐやと宇宙の秘密?)                                                   | #10, 2012    | in corso      | Nobuhiro Kawanishi                           |
| Midgard no Shugosha - Re-Birth of Norse Mythology (ミッドガルドの守護者?)                          | #11, 2012    | #12, 2013     | Wataru Nadatani                              |
| Momo no Majutsushi (桃の魔術師?)                                                                   | #01, 2013    | #05, 2014     | Tsukasa Araki, Shigemitsu Harada             |
| Ballon d'Or!! (バロンドォォォォォル!!?)                                                            | #02, 2013    | #09, 2013     | Takashi Yotsuya                              |
| Sakurasaku Shoukougun (サクラサク症候群?)                                                          | #03, 2013    | in corso      | Renji Hoshi                                  |
| Gumi from Vocaloid (GUMI from Vocaloid?)                                                           | #04, 2013    | #03, 2014     | Internet Co., Ltd., Enji Tetsuta             |
| Doubutsu Tantei Madoka no Suiri Nisshi (動物探偵まどかの推理日誌?)                                 | #05, 2013    | in corso      | Masaru Miyazaki, Keisuke Satou               |
| Kaeru no Ossan (かえるのおっさん?)                                                                 | #05, 2013    | in corso      | Zenyuu Shimabukuro                           |
| Take Dake Dake! - Takedakei Gentei (たけだけだけ -武田家限定-?)                                    | #07, 2013    | in corso      | Tomoe Kasahara                               |
| Shiochu (しー・おー・ちゅー?)                                                                      | #10, 2013    | in corso      | Sesuna Mikabe                                |
| Tokyo Ravens - Sword of Song (東京レイヴンズ Sword of Song?)                                       | #11, 2013    | in corso      | Kouhei Azano, Sumihey, Ran Kuze              |
| Kuso Neko Shiro (クソ猫シロー?)                                                                    | #12, 2013    | in corso      | Yuki Okada                                   |
| Psycho Romantica (サイコろまんちか?)                                                               | #01, 2014    | in corso      | Motoki Koide                                 |
| Tadashi Ikemen ni Kagiru (ただしイケメンに限る?)                                                   | #02, 2014    | in corso      | Mikio Itou                                   |